# Spoorlijn aansluiting Stockumer Straße - Dortmund Hauptbahnhof
De spoorlijn aansluiting Stockumer Straße - Dortmund is een Duitse spoorlijn en is als spoorlijn 2125 onder beheer van DB Netze.

## Geschiedenis
Het traject werd door DB Netze in 1988 geopend. 

## Treindiensten
De Deutsche Bahn verzorgt het personenvervoer op dit traject met Regional-Express-treinen.
| Serie | Treinsoort                          | Route | Bijzonderheden |
| ----- | ----------------------------------- | --- | -------------- |
| RE 4  | Regional-Express (National Express) | Aachen Hbf – Herzogenrath – Rheydt Hbf – Mönchengladbach Hbf – Neuss Hbf – Düsseldorf Hbf – Wuppertal Hbf – Hagen Hbf – Witten Hbf – Dortmund Hbf | Wupper-Express |

## Aansluitingen
In de volgende plaatsen is of was er een aansluiting op de volgende spoorlijnen:
Aansluiting Stockumer Straße
DB 2140, spoorlijn tussen Bochum-Langendreer en Witten
Dortmund-Lütgendortmund Güterbahnhof
DB 2120, spoorlijn tussen aansluiting Flm en aansluiting Schnettkerbrücke
DB 2151, spoorlijn tussen Bochum Präsident en Dortmund aansluiting Flm
DB 2158, spoorlijn tussen Bochum en Dortmund
Dortmund Hbf
DB 2100, spoorlijn tussen Dortmund en Gronau
DB 2103, spoorlijn tussen Dortmund en Soest
DB 2106, spoorlijn tussen Dortmund Hauptbahnhof en aansluiting Körne
DB 2158, spoorlijn tussen Bochum en Dortmund
DB 2190, spoorlijn tussen Bochum en Dortmund
DB 2192, spoorlijn tussen Dortmund Hauptbahnhof en Dortmund-Hörde
DB 2210, spoorlijn tussen Herne en Dortmund
DB 2650, spoorlijn tussen Keulen en Hamm
DB 2801, spoorlijn tussen Hagen en Dortmund

## Elektrificatie
Het traject werd in 1988 geëlektrificeerd met een wisselspanning van 15.000 volt 16 2/3 Hz.